# Eleanor J. Gibson
Eleanor Jack Gibson (Peoria, 7 dicembre 1910 – Columbia, 30 dicembre 2002) è stata una psicologa statunitense.
Eleanor Gibson studiò alla Yale University sotto la direzione di Clark Hull, uno dei più importanti teorici dell'apprendimento. Nel 1969, il suo libro Principles of Perceptual Learning and Development, fu uno dei testi di psicologia dello sviluppo più influenti. La sua teoria fornì un'alternativa alla teoria dell'apprendimento e all'approccio piagetiano.
Tra i suoi contributi alla psicologia (dell'età evolutiva in particolare), i più importanti sono sullo studio della percezione nei neonati e nei bambini. Il suo esperimento più noto è quello del "precipizio visivo" che consisteva nel porre un neonato su un tavolo di legno e invitarlo a muoversi verso il prolungamento in vetro presente ad un'estremità: l'esperimento mostrava come i bambini desistessero dal procedere sulla lastra di vetro, cioè oltre il ciglio di un apparente "precipizio", dimostrando la capacità di percezione della profondità, evitando il lato profondo di uno strapiombo virtuale.
Insieme al marito James J. Gibson, anch'egli psicologo, ha sviluppato il concetto che l'apprendimento percettivo avvenga per differenziazione. Alla Gibson è accreditata la creazione di una teoria ecologica dello sviluppo che si concentra sul concetto di affordance (opportunità per l'azione) e su come i bambini imparino a percepirle.
I risultati degli esperimenti sulla scogliera visiva hanno indicato che la percezione è un processo essenzialmente adattivo, o come la Gibson afferma: "noi percepiamo di imparare, così come impariamo a percepire".
Nel 1992, le è stata assegnata la National Medal of Science.